# 威廉·福克納
威廉·卡斯伯特·福克纳（英語：William Cuthbert Faulkner，1897年9月25日—1962年7月6日），美国小说家、诗人和剧作家，為美国文学歷史上最具影响力的作家之一，意识流文学在美国的代表人物。在其40多年的创作生涯中，他写作了19部长篇小说、125篇短篇小说、20部电影剧本、一部戏剧，约克纳帕塔法系列小说是其中的代表。1950年，他因为“对当代美国小说做出了强有力的和艺术上无与伦比的贡献”而获得1949年度的诺贝尔文学奖。
福克納出生于密西西比州新奥尔巴尼一个没落的庄园主家庭，5岁时随家人迁至同州的牛津，一生的大部分时光都在这个小镇度过。他从小爱好阅读，但没有受过多少正规教育，只在密西西比大学待了一年多。青年时参加过皇家空军，但未正式参战，之后短暂游历过欧洲。1920年代末期开始以写作为业，30年代曾为好莱坞写电影剧本解决经济问题。他的作品起先在国内影响不大，经常销售不出去，而在欧洲却得到一些青年作家的注意。1946年，马尔科姆·考利编选的19卷本《袖珍本福克纳选集》出版，福克纳得到了评论界的广泛承认。
福克纳的作品风格多变，常常不按照时空顺序来组织情节，让人与人、事物与事物、过去与现在进行对照，产生出意义的无限可能。内心独白和意识流的手法在其小说中也有广泛使用。另外，他还常常有意识的把自己的作品同宗教和神话对应起来，并大量使用象征和隐喻。这些作品既具有现实性，又有丰富的想象，既有悲观主义情绪，也包含了英雄主义的激情。他在描写美国南方历史的同时，表现了现代人的异化和孤独，主张宽容、理解和同情，最终达到人类的平等。

## 生平

### 家世和童年
1897年9月25日，威廉·福克纳出生于密西西比州新奥尔巴尼，是家中长子。他的父亲默里，在铁路上当过司炉工、工程师、火车司机、乘务员、司库。福克纳的母亲莫德是一位知识女性，与丈夫长期不和。祖父“小上校”约翰·韦斯利·汤普森·福克纳继承了家传的铁路事业，后来把家族迁到牛津。福克纳的名字“威廉”就是“小上校”起的，以纪念曾祖父。福克纳的曾祖父威廉·克拉克·福克纳是家族里第一位有影响的人物，祖上来自苏格兰，绰号“老上校”，后来福克纳小说中沙多里斯家族的第一代人物便是以他为原型。他17岁时便离开家来到密西西比州里普利，早年当过律师，后来参加过美墨战争，南北战争中加入南方邦联的军队，自己也组建过私人军团，多次赢得对北军的胜利。战争结束后，“老上校”发了财，为镇里修筑了唯一一条铁路，当过州议员，还利用闲暇时间搞文学创作。其长篇小说《孟菲斯的白玫瑰》（1881）以自己到密西西比闯荡的经历为素材，热销16万册，另外还创作有反废奴主义的《小砖墙教堂》（1882）、一部战争剧本和欧洲游记。性格鲁莽的“老上校”多次卷入决斗，一次杀人却被判无罪，但最后因商业纠纷被从前的伙伴枪杀，死后镇上竖立起他的雕像。他的传奇经历后来成为福克纳许多作品的素材。
1902年，祖父“小上校”卖掉了铁路，希望默里来牛津发展，威廉也随家前往。新来的黑人女仆卡罗琳与莫德一起支撑着这个家庭，对福克纳产生了很大影响。后来福克纳小说中出现的忠诚而有尊严的黑人妇女，便是以她为原型。姑姑玛丽·霍兰德也常常代为照顾几个男孩子。这时的祖父不但操持着多份生意，还插手法律和政治，而6岁的小福克纳常常和弟弟们到森林中户外活动。这年新搬来一户姓奥尔德姆的上流社会家庭，这家的女儿埃丝特尔与福克纳一样都喜欢读书，不久就对福克纳发生了兴趣。福克纳从父母、姑奶和邻居那儿了解了不少南北战争时代的故事，还到祖父买下的歌剧院看过不少表演。1905年9月，福克纳进入了当地颇有名气的一所学校，受到老师桑德勒小姐的喜爱，她曾经送他小托马斯·迪克逊的《家族：3K党的浪漫史》作礼物，这本书后来曾改编为电影《一个国家的诞生》。然而同年8月，家中幼子迪安出世，这时家里已经有了3个男孩儿，即威廉、杰克和约翰。
10岁的时候，福克纳已经开始阅读莎士比亚、狄更斯、巴尔扎克、康拉德等人的作品，埃丝特尔也开始和他经常交往。然而，到了五年级时，他的成绩开始滑坡，尽管在同学之中还算不错。身材矮小的福克纳与同学们不大合得来，六年级以后经常旷课，时不时往亲戚家跑。12岁的福克纳继承了父亲对马匹的喜爱，也常参加合唱、打棒球，还学习了绘画。1910年，小福克纳穿起了背架，减少了体育活动，把时间都花在了埃丝特尔和写作上，这时他发表了最早的诗歌、短论和短篇小说。1911年，祖父丢掉了县法官的职位，次年又与一位比他年轻很多的女人再婚。14岁时福克纳读到了梅尔维尔的《白鲸》，对其赞赏不已，而《旧约全书》更是他经常阅读的著作，对其以后的创作有很大影响。

### 青年时期
高中时候他结识了来自耶鲁大学的菲尔·斯通。他比福克纳大四岁，其父是银行行长。斯通在读了福克纳一些早期作品后认识到他的天赋，介绍T·S·艾略特、叶芝、埃兹拉·庞德等人的诗给他阅读。菲尔的文学导师斯塔克·扬是当地一位小有名气的作家，有同性恋倾向，扬和菲尔一起成了福克纳的文学引路人。同学们注意到福克纳的气质阴柔，喜欢他的也往往是一些偏男性化的女孩，不过这种温恬气质在他成年以后慢慢消退。除了探讨文学和南方，斯通和福克纳还经常到大森林里打猎。1916年福克纳第二次参加了十一年级的升学考试。遭到失败。祖父为他在银行谋得一份工作，但他并不专心，经常参与密西西比大学的社交活动，认识了后来成为其经纪人的本·沃森，还做了后者的文学导师。福克纳越来越注意穿着，经常去买一些昂贵的服饰。

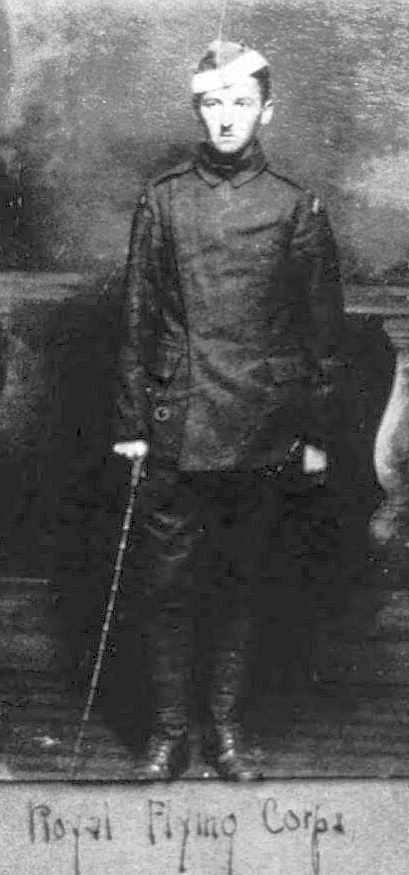
威廉·福克纳在多伦多（1918年）

1917年4月，埃丝特尔突然与大她7岁的青年康奈尔·富兰克林结婚。富兰克林毕业于密西西比大学，当时已当上少校，更容易被看重门第的奥尔德姆家接受。这件事给了福克纳很大的打击，他起先是沉浸在诗画的世界中，后来打算参军却因身高和年龄遭到拒绝，终于于1918年4月离开故乡，前往康涅狄格州纽黑文投奔菲尔·斯通。福克纳在当地一家武器公司谋得一份整理档案的职位，也结识了不少新朋友。6月，他装成英国人报名参加英国皇家空军——他从菲尔的朋友那里学会了英国口音，以假文件证明了自己在伦敦的住址。回家短暂休息后，他于7月赴加拿大多伦多附近的营地训练，成为士官生。在那里，他学习了处理无线电报等技术，并经历了极其严厉的体能训练。9月，他进入多伦多第四军事学校，他对人谎称自己出身英国高教会派家庭，上过耶鲁大学，编故事的能力得到了很大的锻炼。他很想家，每天都给母亲写信。所记的课堂笔记都十分详尽，在飞机旁画的草图也很注重细节，恰如他之后在小说艺术中表现出来的细致。他给同僚们画素描，还留下描绘王牌飞行员的诗歌。然而他渴望成为战争英雄的梦想最终落空：一战于11月11日结束。回来以后，他故意一瘸一拐的走路，到处对人吹嘘说那是自己参加空战留下的后遗症。
福克纳回乡以后，不愿找普通工作，而是终日编造故事，认为自己将会成为一个“伟大的人”。在三角洲地区的克拉克斯代尔，他结识了雷诺·德沃克斯，由后者带去新奥尔良，尝到了放纵生活的滋味，一次甚至借着酒劲与警察发生冲突。也就在那儿他认识了已是美国知名作家的舍伍德·安德森。再次返乡后，福克纳接受了母亲的建议，于1919年9月19日成为了密西西比大学里的特殊学员。同年11月，他在《密西西比人》上发表了一些模仿性的诗作和首篇短篇小说《幸运着陆》。大学生活并非一帆风顺，福克纳那些欧化的诗歌和他吊儿郎当的做派引发了同学们的恶意攻击，他们送了他一个绰号：“不顶事伯爵”。1920年的夏季，他整日读书写作，还与邻居、英语教授卡尔文·布朗成为好友。秋天回到学校后，组织过剧团，写了剧本《提线木偶》，为《密西西比大学》年鉴作画，发表了一些评论。《提线木偶》带有19世纪的欧洲风格，其核心思想——人是社会中活动的木偶在其今后的创作中有了更大发展。11月，他选择离开了学校。福克纳离开大学后，不再像以前那样注意形象，开始酗酒。他和斯通还经常出没于孟菲斯的酒吧和妓院。他仍然靠着父母和朋友接济过生活，1921年还出版了献给埃丝特尔的诗集《春之幻境》。这年秋天，他受斯塔克·扬邀请来到纽约，在一家书店得到了职位。福克纳在推销书籍上是成功的，自己也利用职务之便阅读了包括霍桑、马克·吐温、托尔斯泰在内的大量作品。然而他对于都市生活并不适应，终于在菲尔的推荐下返乡成为了密西西比大学的邮政所长。1922年3月13日，祖父去世，之后二弟和三弟也先后成婚，而福克纳却只是埋头写作诗和散文。

### 从新奥尔良到欧洲
福克纳在邮政所时，经常利用上班时间阅读书报、喝酒玩牌，邮件也时常延误，学生们投诉不断。他用薪水购买了汽车，还加入了童军。1924年9月，邮政检查员解雇了他。然而，有可能是他自己主动辞职的——他觉得这份工作不能满足自己的抱负，然后和菲尔一起炮制了被解雇的谣言。离开以后他对人说：“感谢上帝，从今以后我可再也不用听从任何一个有两分钱买邮票的混蛋的使唤了”。这期间他在斯通帮助下出版了诗集《大理石牧人》。在为出版商写成的简短自传中，他提到了自己的曾祖父，把自己的家姓由Falkner改成了Faulkner，而且表明牛津只是自己的临时住址。这本诗集过度矫饰、空洞，但表达了对于大自然的感情。《新奥尔良随笔》的一部分这时也已开始动笔。

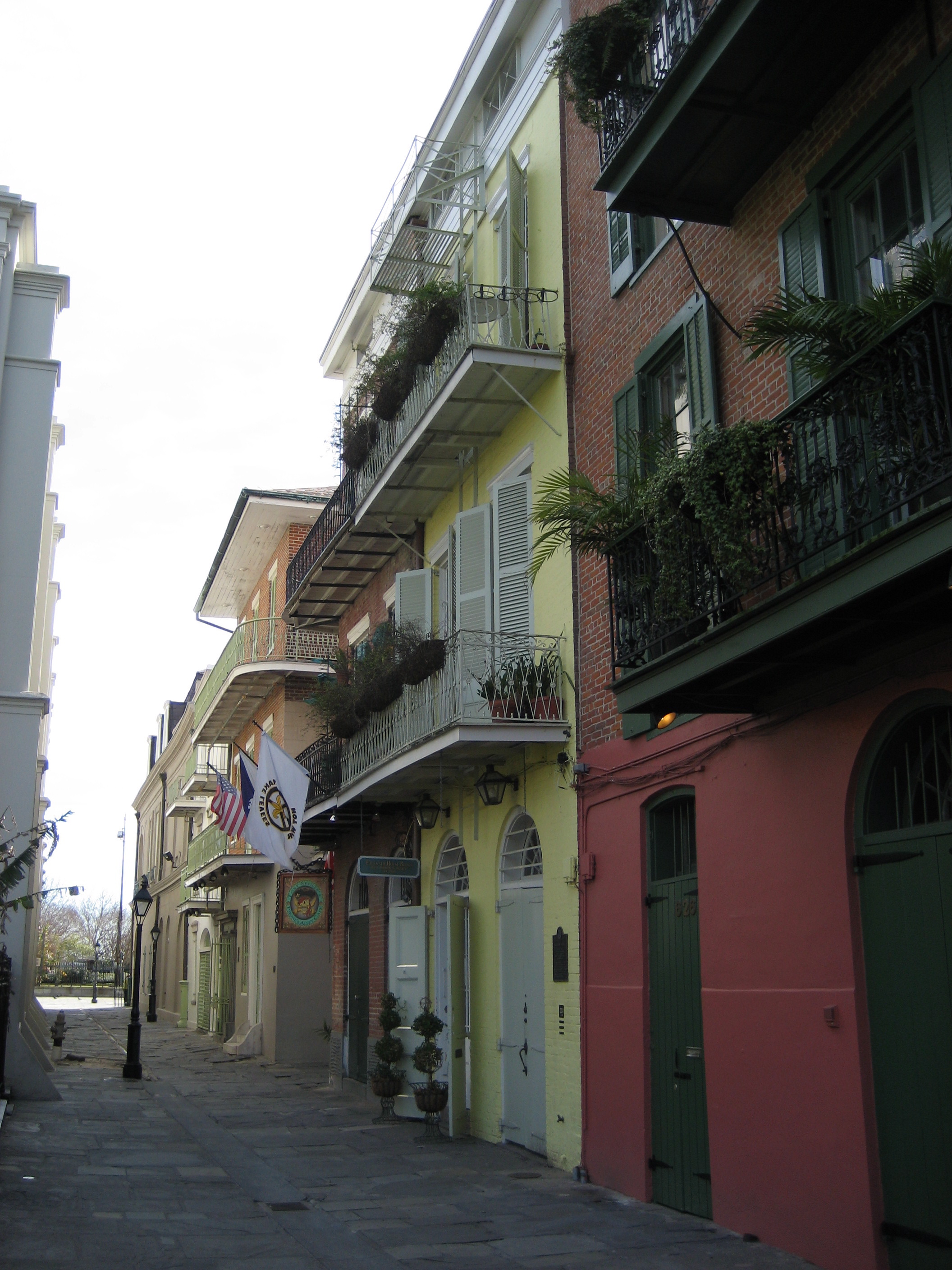
中间黄色的房子为福克纳在新奥尔良的故居。

1924年年底，福克纳在新奥尔良会见了舍伍德·安德森，安德森是福克纳在纽约书店雇主的丈夫，从此便与安德森往来密切。新奥尔良的《双面人》周刊是南方颇有名望的一份文化杂志，安德森、罗伯特·佩恩·沃伦、欧内斯特·海明威等人都在上面发表过文章，福克纳也加入了这个圈子。他们常常一起散步，互相交流小说写作的技巧。安德森十分欣赏福克纳的天才，然而告诫他要学会收敛，做到收放自如。1925年2月起，他在《双面人》上发表了不少短篇小说和诗歌，并在此时开始写作首部长篇小说《士兵的报酬》。4月发表《新老诗歌：发展历程》回顾自己走过的诗歌道路，将豪斯曼和济慈列为最杰出的诗人。同月的《双面人》还刊登了安德森的小说《相会于南方》，里面一个瘦小、酗酒的诗人大卫即是以福克纳为原型。4月26日的《晨报》上登出的文章中，福克纳对安德森的七部书（包括《小城畸人》）做出了高度评价。5月在安德森推荐下将《士兵的报酬》寄给出版商利弗赖特，数月后安德森曾对后者预言，福克纳将一举成名。期间福克纳追求了几个女孩都遭到拒绝，在新奥尔良时，他邂逅了矮小柔弱的海伦·贝尔德，二人在帕斯卡古拉相处了一段时间，期间为海伦写了不少诗和故事。然而海伦嫌他瘦小、心思重，她母亲也看不中福克纳，带着女儿去了欧洲。
1925年7月，福克纳与画家斯普拉特林搭乘轮船远赴欧洲，8月2日抵达热那亚。之后又一个人取道瑞士去了巴黎，住着普通的旅馆，造访了巴黎圣母院、卢森堡公园、卢浮宫等地。第二部长篇小说《蚊群》的写作已然断断续续进行了一段时间，另外还新起头了一部描写画家生平的小说《埃尔默》，然而福克纳在后一部小说快结尾时放弃了，这部小说也就成了一部未尽之作。在给母亲的信中，他提到他聆听了弗雷德里克·肖邦、柏辽兹、理查德·瓦格纳等人的音乐，并观赏了巴勃罗·毕加索、罗丹和保罗·塞尚的艺术。10月，他曾短暂的在伦敦逗留，造访了使人联想到莎士比亚的咖啡屋、与狄更斯相关的景点和布卢姆斯伯里。在巴黎他碰见了乔伊斯，却没打招呼。12月，福克纳回到了牛津，《士兵的报酬》在安德森的帮助下得以出版。这时他又遭到另一重打击：海伦正式拒绝了他的求爱，她与盖伊·莱曼订了婚。6月时密西西比遭遇了罕见的高温，他去帕斯卡古拉避暑，海伦与他仍时有来往，然而他很清楚两人是不可能的。
这时，福克纳得知埃丝特尔与丈夫的婚姻并不幸福，她在产下第二个孩子后，被丈夫以通奸的罪名告上法庭。这段时期，福克纳与埃丝特尔一直保持着亲密的联系。他对外宣称埃丝特尔的儿子马尔科姆是自己亲生，虽然实际上并非如此。1926年9月，他完成了《蚊群》，利弗赖特接受了这篇小说，但要求删节一些涉及性的段落。期间他与斯普拉特林合作的小范围发行的漫画《舍伍德·安德森及其他著名的克里奥尔人》出版了，书中对安德森进行了温和的嘲讽，从此与安德森的关系转冷，直到很多年以后才得以和解。整个秋季和冬季，他往返于牛津和新奥尔良，时常和斯普拉特林在一起，并开始写作《亚伯拉罕老人》（斯诺普斯家族的故事就从这部书中得以开始，但这个故事最终没能写完）和《沙多里斯》（本名《坟墓的旗帜》）。12月回到牛津后，基本上就在该镇定居。

### 走向成熟
埃丝特尔与丈夫分居了，福克纳则继续写作《坟墓里的旗帜》。《蚊群》在1927年4月30日出版，在国内得到不少赞誉。整个半年，福克纳都呆在家乡，偶尔去孟菲斯研读博士，或去卡斯帕古拉写作，朋友们给了他不少资助。正在写作《坟墓里的旗帜》时，福克纳家在牛津的大宅被分割，家族的财产几乎已消耗殆尽。然而到了冬天，这部小说被编辑所否定，他投往一些期刊的一系列短篇小说也被退稿。埃丝特尔与丈夫离婚了，被父亲召回了牛津，福克纳则继续写作《坟墓里的旗帜》。1927年的冬季，福克纳忙着修改《坟墓里的旗帜》，偶尔也写一些中短篇作品。他酗酒、不修边幅，物质上仍然依赖着家人和朋友。纽约的好友本·沃森帮忙推销他的作品，使他的经济状况有所改善，另外也打打零工。
1928年春，他开始写第三部关于康普生家族的小说《黄昏》，这就是后来的《喧哗与骚动》。哈考特·布雷斯公司的编辑哈里森·史密斯同意出版《坟墓里的旗帜》，但要求他做出删改两万多字以减轻实验色彩。他同意了，同时忙于按照自己的意愿修改已经完成的《喧哗与骚动》。福克纳最后搬出了沃森的公寓，在几个朋友那里轮流借住，给一些稿酬较高的杂志写稿，并等待着史密斯对《喧哗与骚动》的评价。12月初，他回到了牛津，这时镇上落成了向“小上校”致敬的“福克纳堂”，弟弟约翰还当上了检察官。重回纽约后，他发现编辑们并不看好《喧哗与骚动》。一批小说被投稿至《斯克里布纳》杂志，遭到拒绝。

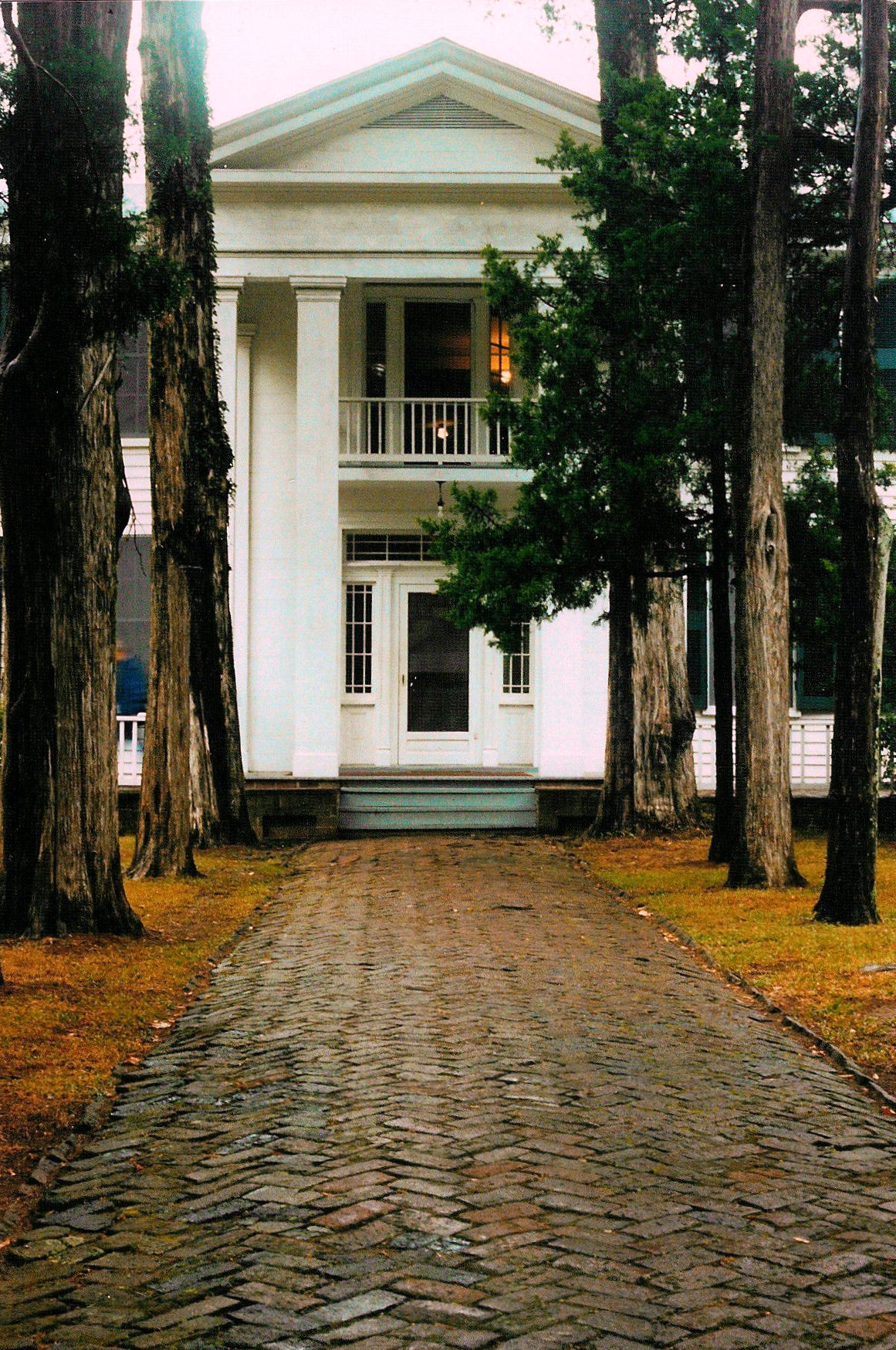
山楸橡树，福克纳过去的府邸，1977年收入國家史蹟名錄

1929年1月，献给舍伍德·安德森的小说《沙多里斯》（删改过的《坟墓里的旗帜》）出版了。2月时他去信给哈考特表示感谢，并告诉他已经在着手一部新的小说《圣殿》。4月29日，埃丝特尔与富兰克林正式离婚。5月，福克纳完成了《圣殿》的打字稿，却被出版社拒绝。尽管福克纳与奥尔德姆家都不看好，福克纳还是与埃丝特尔在6月20日举办了婚礼，之后到帕斯卡古拉的海滩度了蜜月。蜜月之中埃丝特尔曾尝试自杀，后来靠镇静剂才得以控制。10月7日，《喧哗与骚动》出版，受到评论界好评。1930年1月12日，福克纳撰写完毕《我弥留之际》，之后他便筹划投稿给一些有知名度的杂志，这些筹划中的小说有30篇于将来的3年中发表。这时他的短篇小说稿酬已超过过去写四部长篇的酬劳。4月12日，福克纳买下了名为“山楸橡树别墅”的别墅，这座房子是内战时期的产物，6月正式入驻。这座房子在往后的岁月中成为福克纳的安身立命之所。4月30日，短篇小说《献给爱米丽的一朵玫瑰花》发表于《论坛》杂志，同年发表的短篇小说还有《荣誉》、《节俭》和《殉葬》。10月6日，《我弥留之际》在纽约由凯普与史密斯公司出版。12月，同一公司出版了修订版的《圣殿》。同年的诺贝尔文学奖获得者辛克莱·刘易斯在其演说中提到了福克纳，称他“把南方从多愁善感的女人的眼泪中解放了出来”。
1931年1月11日，福克纳的女儿亚拉巴马出世，然而很快就夭折了。他认定医生的失职导致了这个结果，牛津和纽约都出现了福克纳枪击医生的流言，事实上，这个流言是他自己散布的。陷入悲痛之中的作家发奋写作，2月9日出版了《圣殿》第二稿，首次就印了两千多本，是福克纳首部畅销的作品。这本书在全国获得了成功，然而家乡人却把它看做一个耻辱，因为该书刻画了南方的腐败与堕落。3月23日，在普林斯顿大学教授法国文学的莫里斯-埃德加·库安德罗将《干燥的九月》和《献给爱米丽的一朵玫瑰花》译成了法语。5月14日又与凯普与史密斯公司定了短篇小说集的出版合同，这个包含13篇短篇的集子最终于9月21日出版。6月，库安德罗在《新法兰西评论》上撰写了评介福克纳的文章。8月17日他开始了《八月之光》的写作。10月中他参加了在夏洛茨维尔举办的弗吉尼亚大学主办的南方作家研讨会，11月赴纽约与一些出版商见了面，还会见了西奥多·德莱塞、辛克莱·刘易斯、H·L·门肯、纳撒尼尔·韦斯特等人。

### 好莱坞岁月
福克纳回到牛津，继续写作。1932年1月，他把《转向》的定稿寄给了本·沃森，3月在《星期六晚邮报》上发表。2月19日写完了《八月之光》草稿。3月他将它寄给了本·沃森和哈尔·史密斯寻求连载机会，要求不少于5000美元的稿酬，并不得更改。纽约的一些出版商推荐他去好莱坞。这时的福克纳常常为经济问题和埃丝特尔吵架，当米高梅公司准备请他时，他一口回绝。福克纳出手大方，埃丝特尔也疏于节俭，家庭财政很快便陷入危机。短篇的稿费并不足以维系生活，《圣殿》的稿费由于史密斯的新公司即将破产而遭到扣留，《八月之光》分期连载的计划也遭到失败。4月14日去信库安德罗感谢后者翻译和评论自己的作品，并承认自己的性爱观点有着清教主义色彩。福克纳只好和米高梅签订了合同，1932年5月7日报到。他本来只想为米老鼠电影和新闻电影工作，结果米高梅要他与人合写《肉欲》的剧本，他与公司闹僵了。他硬着头皮改写自己的短篇，公司对此不感兴趣，提出削减工资又被他拒绝。然而大导演霍华德·霍克斯相中了他，要他把空战故事《转向》改编成剧本。8月6日，父亲默里逝世，他赶回去参加了葬礼。9月底他带着莫德和迪安回到了好莱坞，10月6日，《八月之光》出版，得到了评论界的赞誉。10月末又回到了家乡。
1933年1月，他拒绝了贝内特·塞夫要他为《喧哗与骚动》特别版写序言的要求，即使有更多报酬。2月，他参加了飞行培训，之后又在好莱坞买下一架飞机。5月根据《圣殿》改编的电影《谭波尔·屈莱克》的故事与观众见面。6月，女儿吉尔诞生，她得到了福克纳百般的宠爱。福克纳忙着创作，然而有些力不从心，好不容易在《星期六晚邮报》上发表了短篇小说《猎熊》，该报的编辑欣赏作者的才华，开始向他要求更多稿件。8月时将用彩色标示印刷的《喧哗与骚动》寄给了塞夫，可是书稿丢失，未能出版。10月时他写信告诉史密斯自己已有了《修女安魂曲》的构思，并为女儿做了洗礼。迷恋飞行和房屋的装修很快又使他的经济状况陷入窘境。次年春季和秋季，他去新奥尔良观看了多次飞行表演，甚至自己参与到活动中去，结识了不少飞行艺人，这些都成为后来的长篇《标塔》（1935）的素材。8月回到牛津后，他迅速写完了《埋伏》、《撤退》、《奇袭》、《庭院里的骡子》等一系列短篇。6月霍克斯将他召回好莱坞，指派给他《萨特的黄金》剧本改编的任务。8月回家后他完成了这个剧本，还创作了《没有被征服的》、《买主》等短篇，并开始创作《押沙龙，押沙龙！》。约克纳帕塔法系列渐渐有了雏形。
1935年3月末，福克纳发现《押沙龙，押沙龙！》写成的那些片段无法连接在一起，便开始重新写作这部小说。他把对飞行的狂热传给了弟弟迪安，兄弟二人常常一起表演。福克纳还与几个编辑商谈连载《押沙龙》的事情，没有结果。10月，他从纽约回到家乡继续写作《押沙龙》，期间菲尔·斯通与一位比他小16岁的女子艾米丽·怀特赫斯特成婚。怀特赫斯特于1930年来到牛津，教了5年书，很喜欢福克纳作品。11月10日传来了噩耗——迪安死在了福克纳为他买的飞机里，他是在庞托托克进行表演时出的事。福克纳又一次陷入悲痛，并以经常写作到深夜来逃避。12月去好莱坞，完成了一个剧本，并写完了《押沙龙》。1936年初，他从病中痊愈，2月基本完成了《押沙龙》的修订和打字。霍克斯的秘书梅塔·多尔蒂·卡彭特与福克纳于上一年年末相识，这时已陷入热恋。梅塔比福克纳小10岁，他常为她朗诵济慈、A·E·豪斯曼和阿尔杰农·查尔斯·斯温伯恩的诗歌，也为她作过一些色情意味的诗和画。福克纳的婚姻陷入了危机，为了赚钱，他为雷电华电影公司短暂工作了一段时间，但没有做出多大贡献。6月回家后，发现了不少埃丝特尔赊的账，结果写了一份不为夫人欠款负责的声明，为此与岳父起了一场冲突。7月中旬，福克纳与妻子共赴好莱坞。
8月，福克纳到20世纪福克斯公司报道，不久夫妇俩在圣塔莫尼卡北面找了一套房子。冲突仍时不时爆发，有时到了动武的地步，福克纳常常向梅塔诉苦。他在牛津时梅塔与钢琴家沃尔夫冈·雷布纳发生恋情，回来时梅塔讨论让福克纳离婚的事宜，然而福克纳知道这行不通。他们仍常常幽会，终于被埃丝特尔觉察。12月，梅塔接受了雷布纳的求婚，福克纳想挽留她，最终作罢。尽管经历了这些起伏，福克纳在电影剧本的写作上还是很努力，写了《奴隶船》、《巨手一挥》、《分裂舰队》、《舞厅》、《摩和克沿岸的鼓声》等剧本，然而他对这一行并不胜任。9月他恢复了飞行。梅塔去欧洲度了蜜月，福克纳则在《押沙龙》限量版的第一本上题词“赠给梅塔·卡彭特”。梅塔的事使他情绪常常失控，借酒消愁。

### 创作衰退期
1937年3月18日，公司给他加了工资，希望留住他。夏天的时候，福克纳准备把以前的6个短篇用《马鞭草的气味》串联成一整部书——《没有被征服的》。在好莱坞的日子，他一共赚了21000美元，他几乎是迫不及待的回到了家乡牛津。9月的时候，与女儿在贝利树林中骑马嬉戏给了他不少欢乐，不久又与妻女庆祝了40岁生日。他开始写作《如果我忘记你，耶路撒冷》（后来改名为《野棕榈》），由于史密斯离职，他不得不和继任者萨克斯·康明斯建立联系。他还开始注意节约，并控制了埃丝特尔的支出。抵达纽约以后，他见到了阔别多年的舍伍德·安德森，释出了与后者和解的信号。1938年2月，他买下了320英亩的“绿野农场”。之后《没有被征服的》被米高梅公司买下。9月去纽约作《野棕榈》定稿，与已成为雷布纳夫人的梅塔重逢。会牛津后在《哈泼斯》月刊上发表了短篇《烧马棚》，并获欧·亨利奖。到12月中旬已确定了斯诺普斯三部曲的架构。
1939年1月，他成为全国文学艺术研究院院士，还登上了《时代》周刊封面。3月，他得知老友菲尔被人告上法庭，心力憔悴，当即帮斯通夫妇还清了债务。梅塔的婚姻并不顺利，她也得到了福克纳的资助。《野棕榈》于快4月时出版，每周就卖出1000多本，这鼓舞了作者的士气。他在整个一年中投入了《村子》的写作，它本名《农民》，是斯诺普斯三部曲的首部。1940年1月末，长期追随福克纳家的黑人女仆卡罗琳·巴尔以90多岁的高龄去世，福克纳亲自在葬礼上致了悼词。新经纪人哈罗德·奥伯帮福克纳在《旷工》杂志上发表了短篇《法律的意义》，稿酬1000美金，大大改善了福克纳的经济情况。4月，《村子》正式出版，该书糅合了6个重大修改过的短篇。5月开始酝酿《去吧，摩西》一书，7月寄给《星期六晚邮报》时却被退稿。在写了一连串短篇小说后，福克纳于1941年5月重新开始写《去吧，摩西》，6月开始写《熊》。12月将打字稿寄给罗伯特·哈斯，强调“照我写的排”、“别动标点符号或结构”。该书题献给了卡罗琳·巴尔，因为她给了这个家“无限忠诚无限爱”。
1942年7月，福克纳重新回到了好莱坞。他有时与梅塔在一起，有时参与各种社交活动。大量的战争剧本成了他这时的任务，比如《解放者的故事》、《掷弹手的生与死》和《交战呐喊》。他向华纳要求涨工资，但老板不守承诺，他于是回家休息了一段时间。霍克斯准备当独立制片人，聘福克纳当编剧。8月他终于得到一个季度的假期。1943年春天重回好莱坞后，和霍克斯同写剧本《呐喊》，接着改编《有钱人与没钱人》，这故事基于海明威的小说，讲述第一次世界大战期间耶稣下凡的故事。11月开始写《寓言》。1944年5月到8月，他接下来一个又一个剧本。8月与利·布拉克特合写《夜长梦多》的剧本，这个剧本改编自雷蒙德·钱德勒的小说。他写的对白仍然经常无法上口，演员们不得不现场改动，但他们都已习惯。12月回乡，达博迪出版社邀他写一本关于密西西比河的书，他很高兴，但声称要考虑一段时间，后来还是没有接受。1945年6月，他最后一次回到好莱坞。在继续《寓言》写作的同时，还与让·雷诺阿合改剧本《南方人》的最后一版。这时的福克纳，声望在欧洲已十分卓著。9月他去信理查德·赖特评价了后者的新作《黑孩子》，认为它比不上《土生子》。
合同纠纷让他彻底对好莱坞失望，终于于9月底离开。次年4月，考利所编的《袖珍版福克纳选集》出版了，引起了评论界的热烈讨论。夏天的时候，他常常去农场骑马，并与从战场归来的弟弟约翰团聚。8月底他将《寓言》的草稿寄给哈斯，之后投入了农场劳动。1947年4月，他应邀到密西西比大学英语系授课。他对同时代作家的评价后来登了报，在他心目中托马斯·沃尔夫排第一，而称海明威“没有勇气，从来没有用一条腿爬出来过”。海明威当即撰文反击，强调自己在战争期间的英勇行径。1948年初，他花了3个月的时间写作《坟墓的闯入者》。6月该书发排，7月其电影改编权由米高梅购得。10月他去了纽约，见到了露丝·福特和马尔科姆·考利。11月回乡，准备编一本包含42部短篇小说的选集，并被选入美国艺术文学学院。

### 获诺贝尔文学奖前后
1949年1月，福克纳致函考利商谈《去吧，摩西》的出版。春天帮克拉伦斯·布朗改编了《坟墓的闯入者》剧本。夏天在自家别墅里会见了女学生琼·威廉斯。10月，出版小说《让马》。1950年年初，会见了露丝·福特和琼·威廉斯，并在前者介绍下认识了戈尔·维达尔、杜鲁门·卡波特和安东尼·韦斯特。2月中旬会牛津，曾想拿起画笔，重拾青年时代的爱好，不过很快就投入了新的剧本《修女安魂曲》的写作。琼·威廉斯和福克纳频繁书信往来，使他的家庭又一次陷入僵局。6月时他写完了戏剧的第一版，8月又推出了《短篇小说集》。
1950年11月，福克纳面對阿尔贝·加缪、弗朗索瓦·莫里亚克、鲍里斯·帕斯捷尔纳克、约翰·斯坦贝克、欧内斯特·海明威等人的有力競爭，获得了上一年度的诺贝尔文学奖。他一开始在电话中声称不去参加典礼，并拒绝了采访。不过，从狩猎营归来时他还是被说服。他没有按预定计划那样禁酒，而是面带病容出现在颁奖礼上，以浓重的南方口音快速读完了预先写好的演讲词。这是诺贝尔文学奖历史上最著名的的演说之一，福克纳预言，“人类不但会生存下去，他们还能蓬勃发展”。他反击了评论界视他的作品为色情、怪异的指责，其声望随之达到了顶峰。随后他去了巴黎，同让-保罗·萨特、西蒙娜·德·波伏娃和加缪会面，又短暂游历了伦敦、爱尔兰。
1951年2月，福克纳发表了后来被收入《寓言》的短篇《盗马贼笔记》，并应霍克斯之约帮改《上帝的左手》剧本，到好莱坞与梅塔重温旧情，这是他最后一次为好莱坞工作，也是薪酬最高的一次。3月，获得国家图书奖。4月先后赴伦敦和巴黎，与一些出版商见了面。5月又蒙法国总统樊尚·奥里奥尔颁发荣誉团勋章。6月将《修女安魂曲》送去发排，一位舞台监督米尔·艾尔斯准备将其改编成舞台剧，7月改编完成。9月随妻赴马塞诸塞州韦尔斯利，女儿吉尔进了大学。1952年3月，他受邀去了法国，出席了“20世纪文化节”，然而他的剧本却无法预期上演。5月在巴黎出席了几场会议。回到美国后，他继续修改《寓言》，下半年因背部的伤住了几次院。1953年1月底他离开家乡赴纽约，修改《寓言》，半年里多次往返于牛津和纽约之间，数次遭受病痛折磨。11月同意了加缪改编《修女安魂曲》为舞台剧的提议。12月赴瑞士，邂逅了美国女子琼·斯坦。他们互相爱慕，常常一起参加晚宴、狩猎活动，琼后来还成为福克纳的一个采访者。

### 晚年

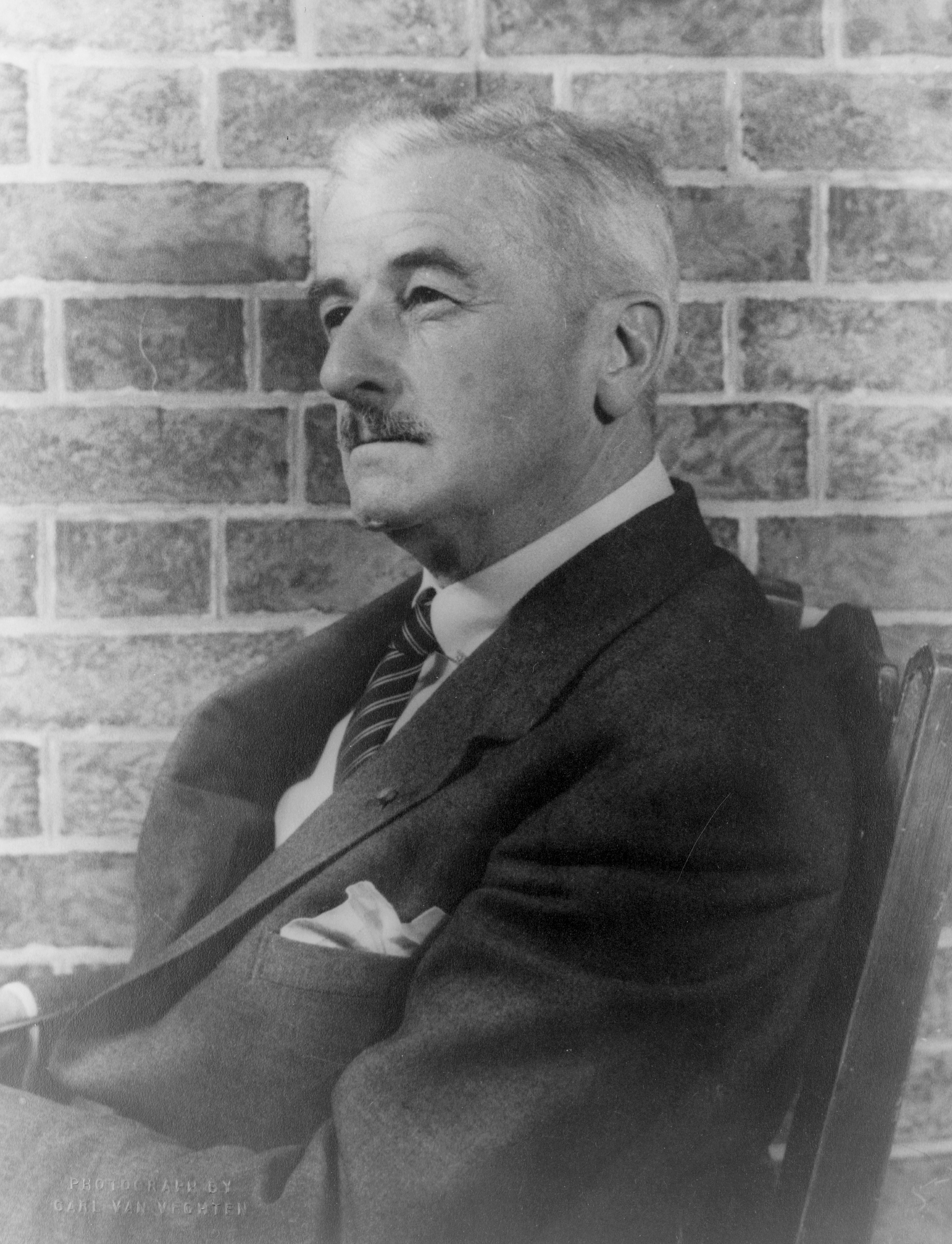
威廉·福克纳，卡尔·范维克滕摄于1954年

1954年，他访问了英国、巴黎和圣保罗等地，4月发表了非虚构文章《密西西比》，介绍家乡历史和作者的童年及作品，另外为《寓言》写了封面推荐，声称“和平主义没有用，对付不了制造战争的那些力量”，但康明斯决定不采用这段话。8月正式出版了《寓言》。10月他读到库格兰写的《福克纳的隐秘世界》，撰文反击。1955年，他应美国国务院的请求，到7个国家进行了访问。3月他写了一封公开信，认为在学校进行强制了种族融合对改善教学状况并无意义，4月又做了报告，题为《美国式的自由》。6月黑白合校的争执已然白热化，福克纳因为自己的立场承受了很大压力，甚至有极端主义者给他打恐吓电话。8月先后访问了东京、马尼拉和意大利。在日本的访问前，各大媒体进行了广泛报道，知识界也进行了造势。在机场的时候，记者们的提问他大多拒绝，只提起对日本文化的兴趣，以及如何避免战争。第二天的午宴他没有出席，下午的招待会上更一言不发。接下来几天采访中，他谈到对土地的责任、以及日本人的礼貌和节制。日本人发现这位作家颇为保守，与当时流行的风格大相径庭。在罗马的时候，他于9月6日发表了关于埃米特·蒂尔案件的声明。这个黑人青年向路途中遇到的一个白种女人吹口哨并做了粗鲁的手势，结果被两个白人男子杀害，地方法院判这两名白人无罪。福克纳对此表示了谴责：“如果我们这些美国人已经可以在令人绝望的文化中杀死一个孩子——不管出于何种理由，不管他是什么肤色——那我们就不配活着，而也许也不会再活着。”
1956年，非裔美国人民权运动风起云涌。2月《星期日泰晤士报》发表文章，声称福克纳会“为反对美国，为密西西比州而战，即使这意味着他将走上街头向黑人开火”，福克纳后来否认他发表了上述言论。4月中旬黑人领袖W·E·B·杜波依斯要求同他辩论，但他发电报拒绝了，电报中说“我认为我们之间不存在要辩论的问题。我们双方早就认为你所采取的立场在道德、法律、伦理各方面都是正确的。如果你不明白我所采取的要求节制耐心的立场是切实可行的话，那么，我们辩论也是白费口舌。”实际上，他支持的是渐进、耐心的达到种族平等的目的，而不赞成激进的革命。这种态度使他同时遭到了黑人、自由主义者和南方极端种族主义者的反对。黑人作家詹姆斯·鲍德温就撰文说，“在经历了二百多年的奴隶制和九十多年的准自由之后，人们很难对威廉·福克纳的‘慢慢来’的建议有很高评价”。爱丽丝·沃克也认为“福克纳不准备用斗争来改变他所生于其中的那个社会的结构。”9月起他参加了艾森豪威尔政府的“民间交流计划”和一系列会议，中心议题是对抗共产主义国家的扩张。其中一项讨论是要求释放以叛国罪被捕的诗人埃兹拉·庞德，大部分人赞成这个提议，但也有少数人反对（包括索尔·贝洛）。
1957年2月，福克纳成为了弗吉尼亚大学的驻校作家。3月他请假去了希腊，参观了迈锡尼和一些小岛，接受了雅典科学院银质奖章。5月出版了新的长篇《小镇》，12月以电报向当年的诺贝尔文学奖获得者加缪表示了祝贺。1958年2月，福克纳在弗吉尼亚大学做了题为《向弗吉尼亚人进一言》的演说，他认为，当一个国家有十分之一人口“武断游离”时便不能存活，这种观点使他受到了听众们的严厉批评。接下来的一些演说里他谈到了对写作的观点，他相信写作是感情的自然流露，无需反复修改权衡。5月，美国政府邀他加入赴苏联的作家代表团，他拒绝了。6月他失去了多年的好友萨克斯·康明斯。在下半年里他潜心写作，并在12月添了一个外孙：威廉·卡斯伯特·福克纳·萨默斯。
1959年1月，他完成了《大宅》，《修女安魂曲》在纽约约翰·戈尔登剧院演出，这是该剧在美国首演。这半年里他反复修改《大宅》，3月的时候不慎从马上摔伤过一次。6月在夏洛茨维尔买下一套房子。9月回到夏洛茨维尔的时候，得知好友哈罗德·奥伯逝世。10月向联合国教科文组织美国全国委员会发表了演说。《大宅》在这年秋天出版，整个秋天他穿梭于夏洛茨维尔和阿尔伯马尔两地，会友、打猎，然而仍时不时忍受病痛折磨。1960年，他接受了弗吉尼亚大学“巴尔齐讲师”职位，往返于牛津和夏洛茨维尔。10月16日，母亲莫德病逝。1961年年初，福克纳立好遗嘱，将一切手稿捐给威廉·福克纳俱乐部，并将女儿吉尔立为董事会主席。4月应政府要求访问委内瑞拉，并回答了关于美国种族冲突和外交的问题，认为“每个种族都有其寻求解决问题途径的特殊任务”。他还在《泛大西洋评论》上发表文章高度赞扬了上一年车祸身亡的加缪。8月打完了最后一部小说《掠夺者》，并在年末忙于此书的修改。
1962年2月，福克纳收到白宫的邀请，要他连同其它50位诺贝尔奖获得者出席约翰·肯尼迪总统主持的晚宴，福克纳答复说：“在我这样的年纪已经太老，不宜走这么远的路去和陌生人一起吃饭了”。5月赴纽约接受了美国艺术文学学院小说金质奖章，颁奖者是尤多拉·韦尔蒂。6月回到了山楸橡树，过上了骑马、散步、会友的生活。他的健康持续恶化，7月5日住进了拜黑利亚的赖特疗养院，次日凌晨1时30分因心脏病突发逝世。福克纳去世后，遗体被运回了家乡牛津，包括罗伯特·弗罗斯特、多斯·帕索斯在内的许多作家发来吊唁，亲友和镇民们参加了他的葬礼。他被葬在家族墓地，紧靠着夭折女儿亚拉巴马的墓。

## 主题

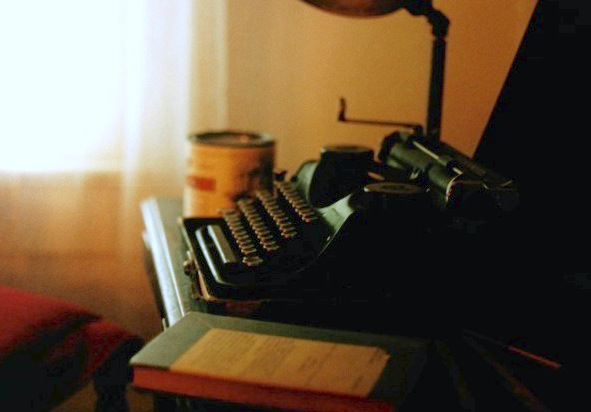
福克纳用过的安德伍德打字机

福克纳生于美国南方社会剧烈变革的时代，通过大量阅读受到了当代和历史上各种文化的影响。基督教人道主义是其基本思想，他自己也在不同场合说过“我愿意属于的流派是人道主义流派”，“一个人必须属于人类大家庭，并且在人类大家庭里尽自己的责任”。传统文化和家庭生活带给他重要影响，所以基督教文化成为了他这类“南方农村小孩的背景”。而美国当时流行的新人文主义思潮、传统文学的熏陶以及现实社会的不平，使得他突出的强调个人价值。这样一种道德取向使他与欧洲的存在主义思潮不谋而合，但是他的思想来自传统社会解体带来的精神危机，上帝依然是他心目中的“道德中心”，因而与无神论者萨特有着重要区别。福克纳继承了南方的理想主义传统，布勒卡斯坦认为，他一方面认清了理想主义的“破坏性”，一方面又把理想主义作为“创作的核心”，他是“浪漫主义梦想的一个自觉的继承者”。早期评论家往往把福克纳看成一个悲观主义者，然而1950年代以后却有不少人将乐观视为他的本色。后起的论者，如多林·福勒，认为他的观点不断改变，越往后越变得积极肯定。

### 传统社会的解体
福克纳的作品与南方土地的关联性常常为评论家所重视。沃伦曾说福克纳“与南方之间的关系类似于罗伯特·弗罗斯特与新英格兰之间的关系。”而菲尔·斯通也在为《大理石牧神》所写的序言中讲到：“密西西比北部的阳光、模仿鸟和湛蓝的山峦正是这个青年人的本质的一部分。”传统的农业经济使得家庭传统在构造南方社会中起了重要作用。福克纳对自己的家族十分自豪，家庭小说在他的创作中有着极大分量。福克纳珍视南方的传统，但是又能够认识到其中包含的社会问题——种族主义、清教主义，这使得作家的内心充满了矛盾。路易斯·鲁宾就此说道：“昆丁同约克纳帕塔法县之间的这种爱——恨关系——由于爱而恨，尽管有弊端仍然爱——来自于威廉·福克纳的内心深处，并反映了现代南方作家同南方之间的关系。”
从传统到现代的激烈变迁是福克纳作品中反复表现的主题。《熊》中的艾萨克，只有在丢弃了枪、手表和指南针这些文明产物之后才见到了那只大熊，之后迷恋上了那种原始的狩猎。随着工商文明的侵入，大森林被破坏，物质主义盛行，对于英雄和高尚的崇尚已不再存在。除了自然的变迁，家族的变迁更是福克纳着力描写的内容。康普生家族就是一个典型，康普生先生混混沌沌，太太自私冷酷，而唯一的希望长子昆丁又敏感而脆弱。凯蒂是一个善良热情的女子，却在环境影响下走向沦落。凯蒂的沦落象征了整个南方的沦落。而斯诺普斯家族一步步掌握当地经济命脉的过程，则表现了社会经济方面的变迁。一些论者在其作品中看到了对旧南方庄园主的怀念同情，认为他们及其后代应该成为南方的主人；他还被批评为反现代，将工业化的后果仅仅描写为一种罪恶。帕里尼认为，作家对传统生活的消亡、资本主义的冲击、阶级和种族问题、清教主义和战争问题等主要问题的探讨，最终超越了南方。他的作品最终表明：“黄金时代”并不存在。

### 种族问题
福克纳多次在作品、演讲和报刊文章中谴责了种族主义和奴隶制。在非虚构文章《密西西比》中，福克纳写道“人们之所以对黑人施以私刑并非因为他们犯了什么罪行，而是因为他们的皮肤是黑色的”。黑人人物在《沙多里斯》、《喧哗与骚动》这些早期小说中就已登场，而在《押沙龙，押沙龙！》、《去吧，摩西》中，种族问题直接导致了萨德本和麦卡斯林两大家族的毁灭。不同于传统庄园文学中那些受到主人保护的奴隶，福克纳笔下的黑人受尽欺凌，可以随意施以私刑等非人待遇，对黑人女性的蹂躏更是经常出现。但南方传统带给作家的影响仍难以磨灭。《喧哗与骚动》里的迪尔西是他一再称颂的黑人人物，他赞美她身上“勇敢、大胆、慷慨、温柔和诚实”的品质。然而一些黑人评论家对此予以批评。玛格丽特·亚历山大认为她只是“一个忠心的老仆人形象”，“因为她是一个奴仆，因为她是一个类型”才“被美国白人传统这样典型地赋予爱心、怜悯、同情和勇气”。李·詹金斯也注意到她满足于做忠仆，“绝不容许他的孩子们有任何越轨行为。”而罗伯特·佩恩·沃伦则强调福克纳笔下黑人体现的厄运只是奴隶制度的人格化。他笔下的许多黑人都带有悲怆和英雄主义的特点，比如《熊》中的山姆·法泽斯。
穷白人也是福克纳小说中的重要描写对象，福克纳将之称为“第三种人”，他们的雇佣费用甚至常常低于黑人，生活在社会的底层。在托马斯·萨德本的时代，黑人数量大大增加，上层白人向穷白人灌输种族主义理念，以造成穷白人对上层白人的依附。种族问题的这种起源，在《押沙龙，押沙龙！》等作品中都有详尽分析。萨德本抛弃了有黑人血统的前妻，然而留给她海地的家业，这种态度表明，他的抛弃行为是社会造成的。《我弥留之际》中本德仑一家也是穷白人的代表，所有家庭成员都做出努力，最终实现了对死去母亲的诺言。即使在常常“咯咯痴笑”的沃许·琼斯身上，也体现出人的尊严。
《押沙龙，押沙龙！》中的查尔斯·邦，是福克纳塑造的南方道德典型。他靠着自己的艰苦奋斗得到了周围人的认同，完全不是靠财产。康普生先生告诉他，他可以保持自己的白人身份，可他坚持要求平等权利。在去萨德本百里地时明知亨利可能杀死自己，仍毅然前往。邦的身上集中体现了对种族主义的叛逆，福克纳设想，如若邦得到了萨德本的认同，南方就能成为一个和平宁静的地区了，然而现实无情的粉碎了这种可能性。这个悲剧表明，只有彻底清除种族主义思想，南方才能迎来光明的未来。

### 性别问题
南方清教传统中对父权制的强调，使得福克纳作品中出现了一大批暴虐专制的男性形象。托马斯·萨德本就是这样一个典型，费尽心力企图创造一个贵族血统的王国，却毁灭了整个家族。他是南方庄园主的典型，其家族史是一部浓缩的旧南方历史。
南方传统对女性采取严厉的压制。《没有被征服的》中的德鲁西娜热心参战，结果被母亲和许多人斥为不守妇道。《押沙龙，押沙龙！》中的罗沙关心姐姐却被父亲所锁在家里，将幻想寄托在萨德本身上希望得到幸福，也最终破灭。贞操也是旧传统中过分强调的内容，福克纳对于这种违反人性的观念多次予以揭露和批判。他笔下的母亲，如康普生夫人，往往是一些有破坏力的人物。这些“大家闺秀”式的人物同时也是传统社会的受害者。谭波尔和凯蒂则是反叛的人物，然而却由于自身的弱点走向了堕落。而《押沙龙》中的朱迪思则是另一类人物，勇敢坚毅，有爱的能力，在她身上体现了人性的胜利。
女性的敏感、同情心和青春意识在福克纳笔下得到了展现。《喧哗与骚动》中的凯蒂，对给班吉以温暖和爱，给昆丁以安慰，对杰生也最大程度予以容忍。《献给爱米丽的一朵玫瑰花》中的爱米丽、《八月之光》中的乔安娜和莉娜，都有着强有力的意志，但却为男权社会所忽视。婚姻意识是女性个体意识的重要体现，但在南方社会的传统中，她们的选择权利受到摧残。罗沙被姑妈灌输了对萨德本和所有男人的仇恨，对婚姻的渴望无法得到满足，结果过了40多年令人窒息的紧闭生活。乔安娜在祖父管教下压抑自己的生理欲望，并放弃了婚姻。在强大的因袭势力影响下，她们一个个走向毁灭。福克纳还在作品中讴歌了母性。《押沙龙》中的艾伦尽管被丈夫与儿女隔离，仍关注儿女，阻止他们观看丈夫参加的角斗，聘请教师管教儿子，弥留之际仍恳求妹妹替自己照顾儿女。朱迪思无微不至的照看恋人的黑人私生子，并因此而死。母性某种程度上变得虚伪自私，是社会影响的结果。
一些评论家批评福克纳对女性的描写中有简单化倾向，她们常常被刻画成迪尔西式的圣母或谭波尔式的荡妇。帕里尼认为，这与福克纳自己的人生遭遇，尤其是他母亲莫德对他的影响有关。

### 时间
对于福克纳作品中的时间形式，评论界一般有三种主要观点。一种是认为他的时间意识和作品中的时间形式是只有“过去”，因为他笔下的故事都来自过去，统治着人物的思想意识。而萨特认为他的时间模式仍为传统的过去——现在——未来式，只是去掉了“未来”。而现在的许多西方学者则认为其作品中只有“现在”。而福克纳自己接受采访时说：“实际上我很同意柏格森关于时间的流动性的理论。时间里只有现在，我把过去和将来都包括在其中，这就是永恒。我认为艺术家很可以把时间处理一番。毕竟，人类不是时间的奴隶。”在他眼中，时间唯一的存在形式就是“在个人身上有短暂的体现”，“过去”和“未来”只是“现在”的特殊表现形式。
福克纳对内战前南方状态的了解，并不是直接的，而是通过传说、书籍、文物和口述历史，他笔下的“过去”就因而具有虚构性和间断性。比如康普生等大家族的历史，都是通过现在人物碎片化的回忆传达出来，但这种回忆又有着某种真实性，记录了过去的辉煌和荣耀。他的作品里，“未来”是从“现在”中潜在的表现出来的，正如克林斯·布鲁克斯所说，“清醒认识纯粹理性的限制，相信心之呼唤，相信人有精神升华和改进的潜力，把人类所经历的时间看作是一条绵延不断的洪流从他的过去源源流出，流向尚未经历的未来。”

## 风格

### 意识流和心理描写
意识流是福克纳作品的重要表现手法。比如《喧哗与骚动》中，昆丁的思绪在手表齿轮的声音、耶稣在海上行走、华盛顿的诚实、小物件上的红迹、自己手指的血之间自由跳跃，却显得十分自然。自由联想往往是不受时间限制的，比如《我弥留之际中》艾迪的意识，由过去与父亲的对话，联想到现在教授学生的烦恼，再到将来的安眠，过去、现在和未来就通过意识流串了起来。除了意识的自然跳跃，潜意识的沉淀、积累、扩展也是福克纳艺术手法的表现内容，比如昆丁自杀前一天，他对过去的记忆、对周围环境的感知，全部汇集成关于凯蒂贞操的潜意识。
福克纳利用读者的视觉感知过程，在描写景物时常常不将焦点聚集在一个事物上，比如左方这段达尔的内心独白，就传达出他内心中的忧惧。这些景象在福克纳笔下经过了过滤，更加清晰的表达出人物的内心世界。又如《喧哗与骚动》中只有三岁智力的班吉，福克纳通过他视觉感知的混乱模糊、杂乱无章，体现其特有的秩序和逻辑。另外，福克纳的作品还借鉴了电影中蒙太奇的手法。比如《押沙龙，押沙龙！》中昆丁与父亲对话发生在1909年，之后突然切换到“呼吸着一八三三年那个星期天早上教堂编钟在其中呜响的同样的空气”，景象的剧烈变换反映出人物激烈的心理活动。

### 叙事角度
多角度叙事是福克纳创作中的重要手法。《喧哗与骚动》是其采用此一手法的第一部长篇小说，前三部分是班吉、昆丁和杰生以第一人称叙述的，他们的叙述分别截止于1928年4月7日、1910年6月2日、1928年4月6日，涵盖了康普生家族生活的不同侧面和不同时间段。这样的第一人称叙事继承了传统第一人称写法的主观性和真实感，又克服了单一第一人称叙事视域限制而体现出全景式的特点。在之后的创作中福克纳发扬了这种写法，在《我弥留之际》中叙事者达到了13人。《小镇》回归了《喧哗与骚动》中三个叙事者的模式，然而与后者不同，这部小说不是采用内心独白，而是让三个叙事者进行对谈来评说弗莱姆·斯诺普斯，他们的观点相互矛盾又相互补充。在第三人称限制叙事上福克纳也运用了这种手法，《押沙龙，押沙龙！》就是一个例子，作者从罗沙、康普生先生和昆丁的角度讲述了萨德本家族的历史。昆丁是前二人的听众，又是讲述者，三个讲述者都只提供一些片段，拼凑起来才成为整个故事。
另外，福克纳还常常一些特殊的身份视角，如儿童和痴傻人的视角。短篇小说《夕阳》中，黑人厨师南茜与白人有染并怀孕，害怕回家被丈夫发觉，就待在康普生先生家里。她的恐惧通过九岁的昆丁、七岁的凯蒂和五岁的杰生的眼睛传递给读者，虽然这些孩子并不理解发生了什么事。他们的反应也反衬了成年白人对黑人的冷漠。相对于儿童，痴傻人的理解力更低，因而更能烛照出人类的可怜和病态。《喧哗与骚动》中的班吉即是一个例子，他的叙述完全来自直觉，没有经过解释、判断的扭曲，凯蒂、杰生和康普生夫人的形象就通过他精确的表达出来。

### 象征隐喻和神话模式
福克纳的小说大量使用象征，比如《喧哗与骚动》中的金银花出场30多次，象征性、凯蒂失贞、昆丁的软弱和痛苦、对童年的追念、家族荣誉的沦丧等等。作者还以手表、钟声、太阳和影子来象征时间。《我弥留之际》中火灾、洪水、棺材、朱厄尔的马，《去吧，摩西》中的莽原、公鹿、蛇、大熊，均有其象征含义。《红叶》、《野棕榈》、《八月之光》、《没有被征服的》中也常常能见到猎取、逃亡、追捕的意象，这些意象的运用推动了情节的发展和主题的深化。
神话模式则是指作家在写作时有意的使故事的情节、结构、人物和一个传统宗教故事或神话相对应。《喧哗与骚动》中四个部分皆以日期为标题，这四个日期都与耶稣受难有关。每一章内容也与《新约》中耶稣遭遇有类似之处。在这些庄严的日子中，康普生家族的成员却走向堕落与毁灭，不仅具有讽刺性，更使得整部小说成为关于人类的寓言。《我弥留之际》中叙述的历险，与《奥德赛》和《出埃及记》就有着内在的联系。安斯的妻子与人通奸，与阿伽门农类似；摩西率领以色列人逃离埃及，也曾经历长途跋涉。只不过，在《我弥留之际》中，已没有了那种英雄气概。而《押沙龙，押沙龙！》和《去吧，摩西》的名字也来自《旧约》。
福克纳使用神话原型的目的之一，是为了诠释传统。《没有被征服的》、《押沙龙，押沙龙！》塑造了传统时代末期悲剧性人物，通过他们的抗争重温了传统时代人的精神辉煌。另外，神话精神还是福克纳用以映照现实的价值尺度，比如《三角洲之秋》中，荒原之秋、艾萨克的老去皆具有神话的隐喻性和预言性，荒原的沉默反照出现代文明的空洞无力。福克纳对于神话的利用并不是严格对应的，而是采用置换变形的手法，比如《押沙龙，押沙龙！》借用押沙龙害兄反父的故事，但本来由逆子承担的罪责被转嫁到了作为父亲的萨德本身上。

### 语言风格
福克纳使用的句法往往是奇特而扭曲的，这些句子看起来过于繁复，一个接一个的出现，同位关系很模糊，甚至没有。插句里面常常套着插句，使人困惑，这些曲折流动的句子使得读者沉浸于他所创造的世界之中。大量抽象的词汇在其作品中往往反复出现。这些词汇的堆砌使他写出的句子常常被批评为累赘，然而沃伦·贝克认为他的用词往往很是精确，累赘的倾向在《喧哗与骚动》之后的作品中也有所抑制。表示特征或抽象定义式的语言往往发展成比喻，比如在“天刚亮，白昼来临，在那阴郁寂寞的间歇里充满了鸟儿们宁静而暂时的活跃”之后紧接上一个比喻：“吸入的空气，有如清泉”。
在贝克眼中，福克纳是“最具主观性的作家之一”，“贯串于长段文字中表现主题的抒情成分和色彩”是其独特风格。他的长句是为了表达奇特的思想，这些思想在其作品中随处可见。在诺贝尔奖授奖辞中，古斯塔夫·哈尔斯特隆说：“从伊丽莎白女王时代的语言精神，一直到虽然拮据但却充满了表达力的美国南方黑人的语言，福克纳莫不熟悉而善于驾驭……英美文学中，几乎没有一个能像福克纳一样，把句子写得像大西洋的巨浪那样无垠无涯”。

### 通俗意识
除了阐述式的文体，口语在其作品中也经常出现，比如《圣殿》中那种高度个人色彩的对话。有时这种口语是与书面文段相融合的，福克纳通过这种不协调来达到一种奇特的效果。在《押沙龙，押沙龙！》中，战争结束后昆丁与邦冲突的描写，即采用了这种手法。福克纳还吸收了南方“边疆幽默”的传统。考利曾说，“福克纳用奇特的方法把美国文学中两个主要的传统结合在一起：一是往往接近象征主义的心理恐怖的传统，从我们第一个职业小说家查尔斯·布洛肯顿·布朗开始，通过爱伦·坡、梅尔维尔、亨利·詹姆斯（在他后期小说中）、斯蒂芬·克莱因和海明威一脉相承；另一个是边疆幽默和现实主义的传统，以奥古斯都斯·朗斯屈特的《佐治亚风光》为起始，以马克·吐温为最好的榜样。”“边疆幽默”的来源是荒诞的民间传说，《村子》中的《花斑马》、《一度》就是这种幽默的典型例子，这种幽默的夸张与恐怖的夸张往往紧密相连。他有时也使用一种克制的、狄更斯式的幽默，《圣殿》中孟菲斯妓院的场景就属于此类。
侦探小说和哥特小说模式在《坟墓的闯入者》、《圣殿》、《押沙龙，押沙龙！》中得以采用。他将《坟墓的闯入者》定位为“一本关于谋杀的侦探推理小说”，小说中的黑人自己做侦探解决了罪案。《押沙龙，押沙龙！》中的侦探是罗沙、康普生先生和昆丁，他们从自己的立场和认识出发，通过想象和推理编织出萨德本家族的传说。昆丁和罗沙在萨德本家族神秘恐怖的“黑屋子”中的惊险历程、昆丁的破窗而入，都使用了哥特小说的技法，“黑屋子”象征了旧时代的罪恶与黑暗。福克纳对凶杀、私刑和性堕落的频繁描绘，是为了戏剧性的表现善恶斗争，像《圣殿》中有两人被烧死、两人被枪杀、两人被绞死，一人被割断喉管，吊着脑袋跑了一阵才倒下。这些对于暴力的极度渲染，制造出了一种令人窒息的氛围。
福克纳还善于运用传奇手法，隐匿主要人物的程式化作用，直到读者熟悉了假定的现实主义环境。《士兵的报酬》中，主人公唐纳德·马洪就常常被置于一种扑朔迷离的戏剧化背景当中。恐怖因素也是其小说的重要手法，《献给爱米丽的一朵玫瑰花》中的爱米丽，多年与一具尸骨睡在一起，令人在毛骨悚然的同时，思考她以这种方法满足自己欲望的深层原因。

## 影响
作为20世纪美国南方文学的核心人物，福克纳直接影响了包括杜鲁门·卡波特、弗兰纳里·奥康纳、科马克·麦卡锡、拉里·布朗在内的众多南方作家。罗伯特·佩恩·沃伦曾说，“他告诉我们如何在这些素材上创造文学，他的力量太强大了。”比如卡波特，他继承的主要是福克纳的情调，其作品中往往会出现轻飘飘的、梦幻般的性爱。乔伊斯·卡罗尔·欧茨继承了他的哥特式风格，而他对某一地域上相互纠缠的人物的描写模式则影响了路易丝·厄德里奇、霍华德·弗兰克·莫舍等人的创作。
黑人作家托妮·莫里森的创作也曾受到福克纳的启发。莫里森和福克纳一样，对传统怀有深厚感情，与其他黑人作家主要致力于抨击种族主义和奴隶制不同，莫里森还强调对非洲文化意识的继承。福克纳深入描写了奴隶制和种族主义对人性的毁灭，如克利萨默斯被虐杀、萨德本家族的败亡，而莫里森则着力展现这种制度对黑人所造成的精神创伤，此外，两人都用很大的笔墨揭示了黑人妇女所历经的最悲惨的遭遇。艺术技法上，莫里森继承了福克纳对情节的淡化和跳跃的叙事结构。她的代表作《宠儿》也采用了多角度叙事的手法，以塞斯、宠儿、丹芙的意识流叙述整个故事，让不同人物的心灵得以沟通。
在美国国外，法国、日本、俄罗斯均出版了福克纳全集的译本，日本还有两本关于他的专题杂志。法国存在主义作家让-保罗·萨特曾承认受到美国小说影响，并说对法国青年来说“福克纳是神”。存在主义文学的另一代表人物加缪也注意到福克纳小说中的怪诞现象，存在主义的荒谬观念与之一脉相承。这两位作家率先探索福克纳笔下荒诞世界的内涵，他们的存在主义理念在第二次世界大战后风行于西方世界。这种理念试图重新建立自我与环境的联系、追求自我本质，对整个当代文学都产生了重要影响。新小说派作家克洛德·西蒙将福克纳与马塞尔·普鲁斯特并列为对其影响最大的两位作家，西蒙的作品也充满了时空跳跃和冗长的句子，有时甚至长达两页不打标点。日本作家中上健次1960年代接触了福克纳的作品，他在1985年的讨论会上说自己和马尔克斯、略萨一样“通过福克纳发现了‘南方’，之后一直创作萨迦”。其作品中的夏芙蓉的象征模仿了福克纳作品中的金银花意象，并且大量运用民间的传说，福克纳的文体以及内心独白的用法都给他重要影响。
福克纳还是许多拉丁美洲作家学习的对象。哥伦比亚作家加西亚·马尔克斯在《番石榴飘香》中谈到，“可能在我的早期作品中看出我是受了他的影响……因为在我的创作初期，因为需要而借鉴了他的东西……”。在《百年孤独》中，马尔克斯像福克纳构建康普生家族的命运一样描绘了布恩迪亚家族的命运，在描写传统伦理、人的异化、社会变迁方面均颇为相似。在写作技巧上，马尔克斯借鉴了福克纳的神话模式，只不过他利用的是印第安神话。并且，马尔克斯的小说里也出现了大量象征，比如以黄色事物来象征衰败和堕落。在时间观上，马尔克斯继承了福克纳对于时间的非线性处理。在深层意识上，马尔克斯也延续了福克纳对人类孤独和痛苦的探索。乌拉圭作家胡安·卡洛斯·奥内蒂的作品情调悲观、时间高度浓缩，继承了福克纳对内心世界的外化。而秘鲁作家巴尔加斯·略萨称福克纳是他“攥着纸笔阅读的第一个作家”，并一直坚持阅读。福克纳的小说结构、对时间和空间的处理以及对种族主题的探讨都对略萨产生了影响。
在中国，福克纳的名字最早出现于1934年5月施蛰存主编的《现代》杂志，其中刊发的赵家璧翻译的论文《近代美国小说的趋势》评介了这位作家。1980年代，福克纳的作品被系统的译介到中国，受到了包括贾平凹、苏童、莫言在内的一批中国乡土作家的推崇。莫言于1984年阅读了《喧哗与骚动》，发现了虚构地理的可能性。他于是像福克纳建立约克纳帕塔法县一样建立了高密东北乡，对这片土地也像福克纳一样有着矛盾的感情，其艺术手法中也融入了神秘的情调。先锋派作家余华将福克纳称为自己的“师傅”，说福克纳“传给我了一招绝活，让我知道了如何去对付心理描写......他的叙述很简单，就是让人物的心脏停止跳动，让他的眼睛睁开......真正的心理描写其实就是没有心理。”比如《活着》中有庆死后，写福贵“一把抱住了儿子，有庆的身体都硬了”，就是福克纳式的行为描写。

## 研究及评价
1932年，约瑟夫·沃伦·毕奇就称赞了福克纳的技巧，但也认为他的“主题几乎是不堪忍受的痛苦”。这时期的许多评论家只注意到他小说中的暴力，而否定其作品的严肃性，认为他缺乏政治责任和社会良知。温德姆·刘易斯认为他是个“发狂”的人物，宣扬了“装模作样的半瓶醋的宿命论”。格雷厄姆·格林在1937年评论《押沙龙》时也有所保留，认为存在一种难以确切说清的东西。乔治·马里恩·奥康奈在其论文《福克纳的神话》（1939）中指出，沙多里斯家族是传统道德价值的代表，斯诺普斯家族是反传统反道德的代表，并将这种观点拿来解释福克纳的所有小说。他为后来的评论者们奠定了基础。1930年代中期，福克纳在欧洲、尤其是法国开始流行。1935年意大利评论家埃米利奥·切基发表论文《野蛮主义的危机》，赞扬了福克纳的艺术，但厌恶他反映的文化、社会及生活方式。加缪在《叛逆者》中提到，福克纳戏剧性的再现了对宇宙的不满，安德烈·马尔罗认为他结合了暴力与形而上学。而萨特在1939年发表的对《喧哗与骚动》的评论中写道，他“喜爱福克纳的艺术，但是厌恶他的形而上学”，认为福克纳的眼光是向后的，其笔下人物没有未来，只有过去。丹麦的汤姆·克里斯坦森在1939年的论文中谈到了《野棕榈》里对悲愁与欢笑、自暴自弃与洋洋得意的结合。
马克斯韦尔·盖斯玛尔发表的《危机中的作家》（1942）是攻击福克纳文章的顶峰，他认为福克纳将黑人和妇女当做南方衰落的替罪羊，将这两种人的后代塑造成“未来愚蠢的皇帝”。他得出结论：“福克纳的许多作品必须归纳在复古的、新异教徒的、以及神经质的不满（法西斯主义由此而产生）的大类别里，这也是现代神秘主义者所崇尚的对文明的反抗，这种反抗由现代社会的罪恶而产生，对这种罪恶的真正本质的无知滋长了这种反抗，其结局又是向仇恨屈从。”马尔科姆·考利1945年开始准备的《袖珍本福克纳选集》引发了评论界的兴趣，他准备这部选集时，福克纳的作品在国内已经绝版。考利在序言中说，福克纳“是个散文体的史诗诗人或行吟诗人，是个神话的创造者，他把这些神话编成一部关于南方的传说”。他认为沙多里斯家族的失败是因为传统阻止他们使用敌人的武器，而斯诺普斯们虽然得胜，但他们借助的北方机械文明没有道义，最终使南方走向衰弱。考利继承了奥康奈的观点，这种观点又被沃伦加以发挥。沃伦高度肯定福克纳的影响，但也认为“有时候他的悲剧张力只是感情主义，高度的技巧只不过是繁琐，而哲学份量只是观念上的混淆不清......这种不平衡的特性正好是他创造力的注脚，表示他敢于冒险，敢于尝试新的效果，敢于用材料和技巧从事新的探索。”
欧文·豪的《威廉·福克纳：一部批评性的研究》（1952）评价了福克纳的长处和短处，修正了考利对约克纳帕塔法与巴尔扎克《人间喜剧》的比较。他认为“巴尔扎克总是熟练地掌握他的素材，提炼出人物的性格特点，从而揭示出一个社会的阶级在特定历史时刻的地位。福克纳并不总是这种善于组织的艺术家；他有些很好的作品不是控制材料，而是向材料屈服的结果。他不像巴尔扎克那样对社会这个概念感到兴趣；只有社会闯进他的视线时，他才对它进行探索。”1950年代的其他批评著作还有罗伯特·库格兰的《威廉·福克纳的隐秘世界》（1954）、沃德·L·迈纳的《威廉·福克纳的世界》（1959）、欧文·马林的《威廉·福克纳：一种解释》（1957，该书以父子关系解释福克纳的作品，把双方看作压制和反抗）、哈里·莫迪恩·坎贝尔和鲁尔·E·福斯特的《威廉·福克纳：批评的估价》（1951，该书将福克纳定义为原始主义者，这种观点为克林斯·布鲁克斯所批评）、威廉·范·奥康纳的《威廉·福克纳的纠结的火焰》（1954）等。奥尔加·维克利的《福克纳的小说》（1959）详细讨论了《标塔》、《蚊群》等次要的作品。F·R·利维斯提出了福克纳与狄更斯还是陀思妥耶夫斯基相似的问题，并认为他缺乏组织才能，与前者更像，欧文·豪和莱斯利·费德勒皆同意此说。R·W·弗林特则持相反观点，R·W·B·路易斯和理查德·蔡斯也认为福克纳的作品具有诗的气质。
福克纳逝世后，其声望在美国稳步上升，密西西比大学每年都会举办福克纳学术研讨会。另外还出版有汇集评论成果的论文集《福克纳评论二十年》（1951）、《福克纳评论三十年》（1960）、《福克纳评论四十年》（1973）和《福克纳评论六十年》（2002）。他逝世不久南方作家艾伦·泰特曾撰文说福克纳“是亨利·詹姆斯之后美国最伟大的小说家……福克纳是国际小说流派的伟大的楷模之一，这一流派一个多世纪以来已经把亚里士多德的关于悲剧是行动而不是品质的教条颠倒过来……我认为威廉·福克纳和他本国的霍桑和詹姆斯并驾齐驱”。约翰·韦斯利·亨特的《威廉·福克纳：神学张力中的艺术》（1965）考察了南方宗教因素对其作品的影响。
1970年代出版的论著有查尔斯·D·皮维的《现在慢行：福克纳与种族问题》（1971）、J．罗伯特-巴思主编的《福克纳小说的宗教视野：约克纳帕塔法及之外》（1972）、埃德温·雷·亨特的《威廉·福克纳：叙事实际与散文风格》（1973）、阿瑟·F·金尼的《福克纳的叙事诗学：作为想象的文体》（1978）等。1976年与1981年的研讨会上讨论了“南方与福克纳的约克纳帕塔法”和“福克纳与南方文艺复兴”的主题，出版了埃文斯·哈灵顿和安·J·阿巴迪主编的论文集《南方与福克纳的约克纳帕塔法》（1977）和安-J·阿巴迪与多林·福勒主编的《福克纳与南方复兴》（1882）。哈罗德·布鲁姆在1985年的一部论著中写道“批评家和普通读者都普遍认为，福克纳如今已得到承认，被视为本世纪最强有力的美国小说家，明显地超越海明威与菲茨杰拉德，而且在包括霍桑、梅尔维尔、马克·吐温与亨利·詹姆斯——有些评论家也许会把德莱塞也加进去——在内的名作家序列中占有一个与他们不相上下的位置。”1980年代中期以来，若论每年在美国发表的专著和论文数量，福克纳在英语作家中仅仅低于莎士比亚。
1990年代以来，对于福克纳与种族、性别以及南方文化的研究更加深入。这一时期的主要论著有乔·威廉森的闵罗斯·格温的《福克纳的女性：解读（超越）性别差异》（1990）、迪亚娜·罗伯茨的《福克纳与南方妇女》（1994）、黛博拉·克拉克的《掠夺母亲：福克纳的女性》（1994）、《威廉·福克纳与南方历史》（1995）、唐哈里森·多伊尔的《福克纳的县：约克纳帕塔法的历史根源》（2001）等等。芭芭拉·拉德的《乔治·华盛顿·凯布林、马克·吐温和福克纳的种族主义与种族歧视》（1997）强调不应把这些作家只放在美国国家主义框架下考量，而探索了殖民主义对南方文化的影响。

### 引用
1. ↑  杨任敬 1999，第312-313頁
2. ↑  肖明翰 1997，第158頁
3. ↑  肖明翰 1997，第162頁
4. 1 2  肖明翰 1997，第168頁
5. ↑  李文俊 2010，第47-49頁
6. ↑  潘小松 1995，第4-5頁
7. ↑  李文俊 1999，第4頁
8. ↑  潘小松 1995，第2頁
9. ↑  李文俊 1999，第2-3頁
10. ↑  弗莱德里克·R·卡尔 2007，第59-63頁
11. ↑  弗莱德里克·R·卡尔 2007，第64、66頁
12. ↑  弗莱德里克·R·卡尔 2007，第69頁
13. ↑  弗莱德里克·R·卡尔 2007，第75、77頁
14. ↑  弗莱德里克·R·卡尔 2007，第87頁
15. ↑  弗莱德里克·R·卡尔 2007，第93、44頁
16. ↑  杰伊·帕里尼 2007，第28、29頁
17. ↑  杰伊·帕里尼 2007，第30、31頁
18. ↑  杰伊·帕里尼 2007，第32、33頁
19. ↑  弗莱德里克·R·卡尔 2007，第117頁
20. ↑  弗莱德里克·R·卡尔 2007，第119頁
21. ↑  杰伊·帕里尼 2007，第36-38頁
22. ↑  李文俊 1999，第11頁
23. ↑  杰伊·帕里尼 2007，第40、41頁
24. ↑  弗莱德里克·R·卡尔 2007，第164、170頁
25. ↑  杰伊·帕里尼 2007，第42-45頁
26. ↑  杰伊·帕里尼 2007，第50-52頁
27. ↑  弗莱德里克·R·卡尔 2007，第196-198頁
28. ↑  弗莱德里克·R·卡尔 2007，第202頁
29. ↑  杰伊·帕里尼 2007，第56-58頁
30. ↑  弗莱德里克·R·卡尔 2007，第207頁
31. ↑  李文俊编 2008，第360-361頁
32. ↑  潘小松 1995，第29頁
33. ↑  肖明翰 1999，第38頁
34. ↑  弗莱德里克·R·卡尔 2007，第266頁
35. ↑  弗莱德里克·R·卡尔 2007，第264-267頁
36. ↑  杰伊·帕里尼 2007，第81-82頁
37. ↑  杰伊·帕里尼 2007，第83頁
38. ↑  弗莱德里克·R·卡尔 2007，第303頁
39. ↑  潘小松 1995，第42-44頁
40. ↑  杰伊·帕里尼 2007，第95頁
41. ↑  杰伊·帕里尼 2007，第110-113頁
42. ↑  杰伊·帕里尼 2007，第119頁
43. ↑  李文俊编 2008，第369頁
44. ↑  戴维·明特 1994，第133、144頁
45. ↑  李文俊编 2008，第370頁
46. ↑  李文俊编 2008，第371頁
47. ↑  戴维·明特 1994，第157頁
48. ↑  弗莱德里克·R·卡尔 2007，第527頁
49. ↑  李文俊编 2008，第375頁
50. ↑  杰伊·帕里尼 2007，第154頁
51. ↑  弗莱德里克·R·卡尔 2007，第534-535頁
52. ↑  李文俊编 2008，第378頁
53. ↑  杰伊·帕里尼 2007，第160頁
54. ↑  弗莱德里克·R·卡尔 2007，第549-550頁
55. ↑  杰伊·帕里尼 2007，第162頁
56. ↑  潘小松 1995，第77頁
57. ↑  戴维·明特 1994，第171頁
58. ↑  戴维·明特 1994，第182頁
59. ↑  杰伊·帕里尼 2007，第176頁
60. ↑  戴维·明特 1994，第186頁
61. ↑  戴维·明特 1994，第187頁
62. ↑  戴维·明特 1994，第188頁
63. ↑  杰伊·帕里尼 2007，第191頁
64. ↑  杰伊·帕里尼 2007，第192頁
65. ↑  戴维·明特 1994，第197頁
66. ↑  戴维·明特 1994，第198頁
67. ↑  戴维·明特 1994，第199頁
68. ↑  杰伊·帕里尼 2007，第213頁
69. ↑  杰伊·帕里尼 2007，第214頁
70. ↑  杰伊·帕里尼 2007，第216頁
71. ↑  李文俊编 2008，第392頁
72. ↑  李文俊编 2008，第394頁
73. ↑  李文俊编 2008，第397頁
74. ↑  戴维·明特 1994，第212頁
75. ↑  戴维·明特 1994，第217頁
76. ↑  戴维·明特 1994，第218-219頁
77. ↑  李文俊编 2008，第400頁
78. ↑  戴维·明特 1994，第226頁
79. ↑  李文俊编 2008，第401-402頁
80. ↑  李文俊编 2008，第403頁
81. ↑  杰伊·帕里尼 2007，第258-259頁
82. ↑  李文俊编 2008，第407頁
83. 1 2  李文俊编 2008，第408-409頁
84. ↑  杰伊·帕里尼 2007，第284頁
85. ↑  杰伊·帕里尼 2007，第286-287頁
86. ↑  杰伊·帕里尼 2007，第292頁
87. ↑  杰伊·帕里尼 2007，第294-295頁
88. ↑  李文俊编 2008，第414-415頁
89. ↑  李文俊编 2008，第417頁
90. ↑  李文俊编 2008，第419頁
91. ↑  杰伊·帕里尼 2007，第333頁
92. ↑  李文俊编 2008，第421頁
93. ↑  李文俊编 2008，第424-426頁
94. ↑  潘小松 1995，第179、180頁
95. ↑  杰伊·帕里尼 2007，第338頁
96. ↑  李文俊 1999，第386頁
97. ↑  肖明翰 1997，第231 - 232頁
98. ↑  杰伊·帕里尼 2007，第347頁
99. ↑  李文俊编 2008，第431頁
100. ↑  杰伊·帕里尼 2007，第357頁
101. ↑  杰伊·帕里尼 2007，第358-360頁
102. ↑  李文俊编 2008，第435頁
103. ↑  杰伊·帕里尼 2007，第363、366頁
104. ↑  戴维·明特 1994，第271頁
105. ↑  李文俊编 2008，第436-437頁
106. ↑  李文俊 1999，第387頁
107. ↑  杰伊·帕里尼 2007，第379-380頁
108. ↑  肖明翰 1997，第71頁
109. ↑  肖明翰 1997，第73頁
110. ↑  肖明翰 1997，第79 - 80頁
111. ↑  肖明翰 1997，第88頁
112. ↑  肖明翰 1997，第90頁
113. ↑  肖明翰 1997，第97頁
114. ↑  肖明翰 1997，第103頁
115. ↑  肖明翰 1997，第112頁
116. ↑  杨瑞仁 2002，第159頁
117. ↑  杨瑞仁 2002，第160、161頁
118. 1 2  俄康纳编 1988，第156頁
119. ↑  杰伊·帕里尼 2007，第384頁
120. ↑  肖明翰 1997，第217頁
121. ↑  肖明翰 1997，第218-219頁
122. ↑  肖明翰 1997，第222頁
123. ↑  李文俊编 2008，第69頁
124. ↑  李常磊 & 王秀梅 2010，第102頁
125. ↑  李文俊编 2008，第68頁
126. ↑  李常磊 & 王秀梅 2010，第108-109頁
127. ↑  肖明翰 1997，第181頁
128. ↑  李常磊 & 王秀梅 2010，第84頁
129. ↑  肖明翰 1997，第207-210頁
130. ↑  肖明翰 1997，第211頁
131. ↑  李常磊 & 王秀梅 2010，第85頁
132. ↑  李常磊 & 王秀梅 2010，第86頁
133. ↑  李常磊 & 王秀梅 2010，第87頁
134. ↑  杰伊·帕里尼 2007，第383頁
135. ↑  李常磊 & 王秀梅 2010，第62-63頁
136. ↑  李常磊 & 王秀梅 2010，第64頁
137. ↑  李常磊 & 王秀梅 2010，第71頁
138. ↑  李常磊 & 王秀梅 2010，第72頁
139. ↑  李常磊 & 王秀梅 2010，第125、126頁
140. ↑  李常磊 & 王秀梅 2010，第127頁
141. ↑  李常磊 & 王秀梅 2010，第147、148頁
142. ↑  李常磊 & 王秀梅 2010，第152頁
143. ↑  李常磊 & 王秀梅 2010，第156頁
144. ↑  朱宾忠 2006，第197頁
145. ↑  朱宾忠 2006，第198頁
146. ↑  朱宾忠 2006，第199頁
147. ↑  朱宾忠 2006，第200頁
148. ↑  朱宾忠 2006，第202頁
149. ↑  朱宾忠 2006，第204頁
150. ↑  肖明翰 1997，第167頁
151. ↑  李文俊编 2008，第74頁
152. ↑  李文俊 2010，第20頁
153. ↑  丁芸 2005，第214頁
154. ↑  朱振武 2004，第147頁
155. ↑  朱振武 2004，第149-150頁
156. ↑  朱振武 2004，第155頁
157. ↑  李文俊编 2008，第80頁
158. ↑  李文俊编 2008，第92頁
159. ↑  李文俊编 2008，第93頁
160. ↑  李文俊编 2008，第103頁
161. ↑  肖明翰 1997，第171頁
162. ↑  李文俊编 2008，第99、101頁
163. ↑  朱振武 2004，第170頁
164. ↑  李文俊编 2008，第65頁
165. ↑  朱振武 2004，第176-179頁
166. ↑  朱振武 2004，第180-181頁
167. ↑  朱振武 2004，第172-174頁
168. 1 2  杰伊·帕里尼 2007，第385頁
169. ↑  伊哈布·哈桑 1982，第62頁
170. ↑  李常磊 & 王秀梅 2010，第278、279頁
171. ↑  李常磊 & 王秀梅 2010，第280-282頁
172. ↑  李常磊 & 王秀梅 2010，第283-284頁
173. ↑  吴元迈主编 2004，第198頁
174. ↑  中国社会科学院外国文学研究所编 1982，第278頁
175. ↑  黄天源 1989，第36頁
176. ↑  王晓平主编 2009，第487頁
177. ↑  黎明, 江智利 & 刘静 2001，第27-28頁
178. ↑  布里塞·埃切尼克 2005，第201頁
179. ↑  罗伯特·博耶斯 & 吉尼·贝尔-维拉达 2011，第158頁
180. ↑  中国比较文学会编 1981，第115頁
181. ↑  樊星 1982，第100-108頁
182. ↑  张旭 2013，第77頁
183. ↑  徐兰英 & 尹冠儒 2011，第104頁
184. ↑  李文俊编 2008，第191-192頁
185. ↑  李文俊编 2008，第195頁
186. ↑  李文俊编 2008，第220頁
187. ↑  李文俊编 2008，第218頁
188. ↑  李文俊编 2008，第219頁
189. ↑  李文俊编 2008，第193-194頁
190. ↑  李文俊编 2008，第196頁
191. ↑  李文俊编 2008，第197、198頁
192. ↑  李文俊编 2008，第199、200頁
193. ↑  李文俊编 2008，第20、201頁
194. ↑  蔡勇庆 2012，第2頁
195. ↑  杨瑞仁 2002，第70頁
196. ↑  蔡勇庆 2012，第7頁
197. ↑  蔡勇庆 2012，第4、5、7頁
198. ↑  杨瑞仁 2002，第70-71頁
199. ↑  杨金才主撰 2002，第340頁
200. ↑  蔡勇庆 2012，第6頁

### 书籍
- 埃默里·埃利奥特 主编 (编). . 朱通伯 译. 成都市: 四川辞书出版社. 1994年6月. ISBN 7-80543-376-3.
- 蔡勇庆. . 北京市: 中国社会科学出版社. 2012年5月. ISBN 978-7-5161-0893-2.
- 戴维·明特. . 顾连理 译. 上海市: 东方出版中心. 1994年9月. ISBN 7-5600-1345-7.
- 丁芸. . 杭州市: 浙江大学出版社. 2005年8月. ISBN 7-308-04407-6.
- 董衡巽 主编 (编). . 北京市: 人民文学出版社. 2003年1月. ISBN 7-02-003766-6.
- 俄康纳 编 (编). . 张爱玲等 译. 北京市: 生活·读书·新知三联书店. 1988年5月. ISBN 7-108-00040-7.
- 樊星. . 北京市: 中国社会科学出版社. 2009年8月. ISBN 978-7-5004-7966-6.
- 弗莱德里克·R·卡尔. . 陈永国、赵英男、王岩译. 北京市: 商务印书馆. 2007年8月. ISBN 7-100-05126-6.
- 弗雷里克·J·霍夫曼. . 姚乃强 译. 沈阳市: 春风文艺出版社. 1994年10月. ISBN 7-5313-1365-0.
- 黄天源. . 桂林市: 漓江出版社. 1989年2月. ISBN 7-5407-0397-0.
- 黄运亭. . 海口市: 海南出版社. 1993年12月. ISBN 7-80590-795-1.
- 杰伊·帕里尼; 吴海云译. . 北京市: 中信出版社. 2007年7月. ISBN 7-5086-0878-X.
- 李常磊; 王秀梅. . 上海市: 上海外语教育出版社. 2010年9月. ISBN 978-7-5600-9880-7.
- 李尚信主编 (编). . 长春市: 吉林大学出版社. 2003. ISBN 7-5601-2062-8.
- 李维屏. . 上海市: 上海外语教育出版社. 1996年5月. ISBN 7-81046-049-8.
- 李维屏、戴鸿斌 编 (编). . 上海市: 上海外语教育出版社. 2011年10月. ISBN 978-7-5446-2344-5.
- 李文俊. . 杭州市: 浙江文艺出版社. 1999年12月. ISBN 7-5339-1321-3.
- 李文俊. . 北京市: 人民文学出版社. 2010年4月. ISBN 978-7-02-006708-4.
- 李文俊编. . 上海市: 上海译文出版社. 2008年1月. ISBN 978-7-5327-4291-2.
- 潘小松. . 长春市: 长春出版社. 1995年10月. ISBN 7-80604-278-4.
- 萨克文·伯科维奇主编; 张宏杰, 赵聪敏译; 蔡坚译校. . 北京市: 中央编译出版社. 2009年2月. ISBN 978-7-80211-836-2.
- 陶洁. . 北京市: 北京大学出版社. 2004年9月. ISBN 7-301-06748-8.
- 王长荣. . 上海市: 上海外语教育出版社. 1992年4月. ISBN 7-81009-675-3.
- 王晓平 主编 (编). . 北京市: 中华书局. 2009年10月. ISBN 978-7-101-06931-0.
- 乌斯比. . 肖安溥、李郊译. 成都市: 四川人民出版社. 1985年7月.
- 吴元迈主编 (编). . 韩耀成、陈众议卷主编. 南京市: 译林出版社；凤凰出版社. 2004. ISBN 7-80657-837-4.
- 肖明翰. . 桂林市: 广西师范大学出版社. 1994. ISBN 7-5633-1937-9.
- 肖明翰. . 成都市: 四川人民出版社. 1999年9月. ISBN 7-220-04542-5.
- 肖明翰. . 北京市: 外语教学与研究出版社. 1997年12月. ISBN 7-5600-1345-7.
- 杨金才 主撰. 刘海平、王守仁 主编 , 编. . 上海市: 上海外语教育出版社. 2002. ISBN 7-81080-569-X.
- 杨任敬. . 青岛市: 青岛出版社. 1999年12月. ISBN 7-5436-1725-0.
- 杨瑞仁. . 北京市: 中国文联出版社. 2002年5月. ISBN 7-5059-3782-0.
- 伊哈布·哈桑. . 陆凡译. 济南市: 山东人民出版社. 1982年1月.
- 中国比较文学会 编 (编). . 上海市: 上海外语教育出版社. 1991年12月.
- 中国社会科学院外国文学研究所 编 (编). . 北京市: 中国社会科学出版社. 1982年6月.
- 朱宾忠. . 武汉市: 武汉大学出版社. 2006. ISBN 7-307-05143-5.
- 朱振武. . 上海市: 学林出版社. 2004年6月. ISBN 7-80668-745-9.

### 刊物文章
- 布里塞·埃切尼克. 朱景冬 译. . 译林. 2005, (2): 201–202. ISSN 1001-1897.
- 黎明; 江智利; 刘静. . 重庆师专学报. 2001, (1): 25–29. ISSN 1008-6501.
- 罗伯特·博耶斯; 吉尼·贝尔-维拉达. 史国强 译. . 当代作家评论. 2011, (1): 158–168. ISSN 1002-1809.
- 徐兰英; 尹冠儒. . 电影文学. 2011, (6): 104–105. ISSN 0495-5692.
- 张旭. . 伊犁师范学院学报(社会科学版). 2013, (1): 76–78. ISSN 1009-1076.

## 外部連結
- 莫言：说说福克纳老头
- 邱华栋：大师福克纳的喧哗与骚动：美国文学新神话（页面存档备份，存于）
- 余华：寻找威廉·福克纳（页面存档备份，存于）
- 余杰：福克纳：羞怯的乡下人（页面存档备份，存于）
- 赵玫：美利坚夜空中辉煌的星座——我心中的福克纳（页面存档备份，存于）
- 诺贝尔官方网站关于威廉·福克納介绍（页面存档备份，存于）